# Rosa kunmingensis
Rosa kunmingensis är en rosväxtart som beskrevs av Tsue Chih Ku. Rosa kunmingensis ingår i släktet rosor, och familjen rosväxter. Inga underarter finns listade i Catalogue of Life.